# Gezelinkapelle (Leverkusen-Alkenrath)

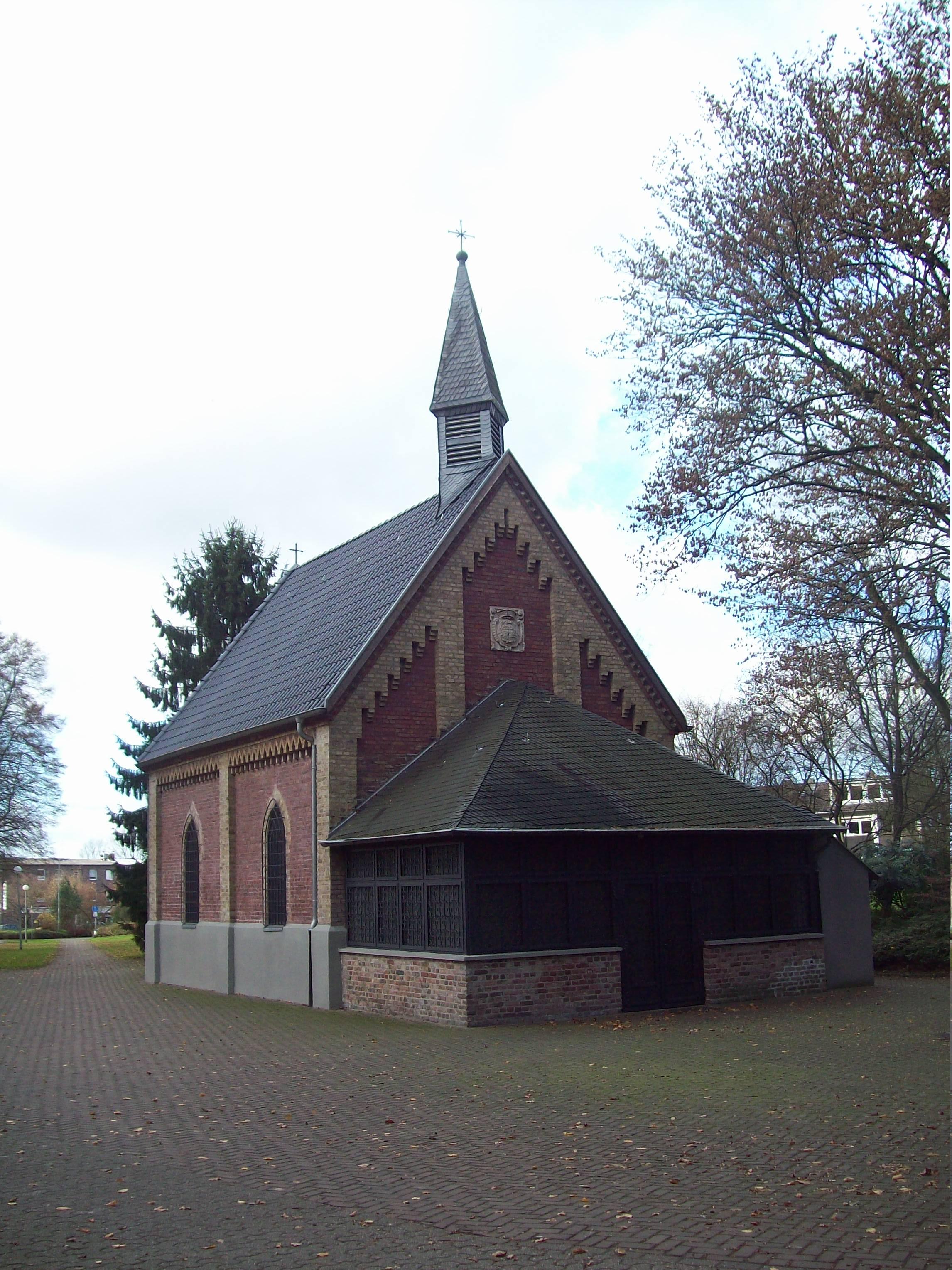
Frontseite der Kapelle.

Die Gezelinkapelle ist eine Kapelle im Leverkusener Stadtteil Alkenrath, die dem seligen Gezelinus von Schlebusch gewidmet ist. Das heutige Gebäude wurde im Jahre 1868 errichtet. Sie ist eng verknüpft mit der Geschichte des Gezelinuskultes und gehört zur Pfarrei St. Andreas im Pfarrverband „Leverkusen – Rund um die Gezelinquelle“.

## Geschichte

### 15. Jahrhundert bis 18. Jahrhundert

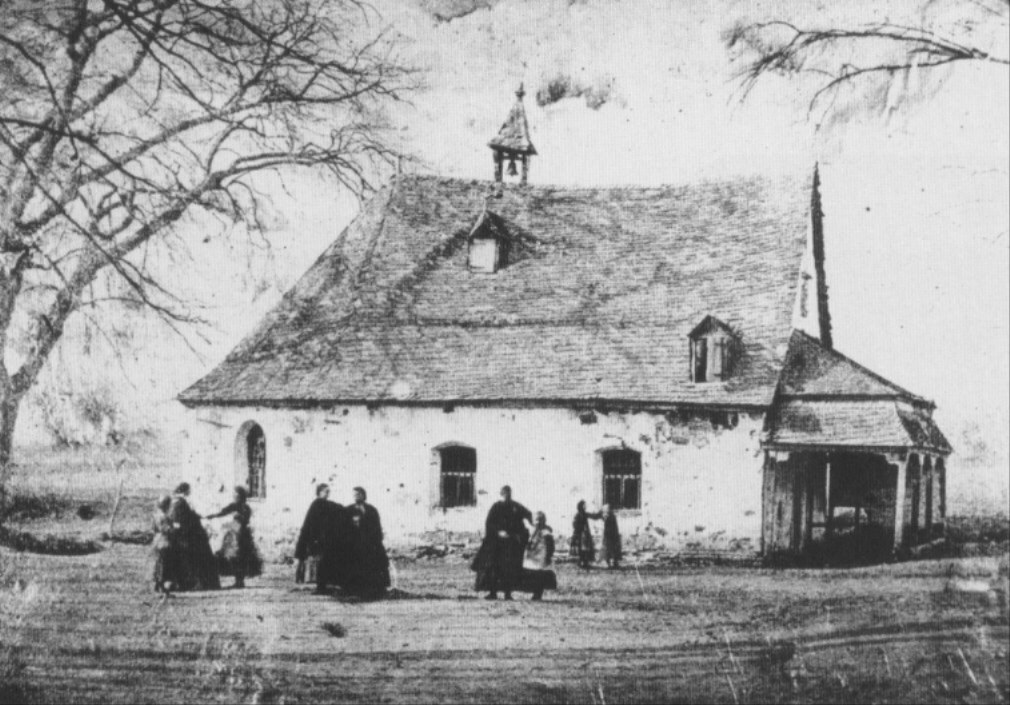
Gezelinkapelle um 1864 kurz vor Abbruch

Das genaue Baudatum der Kapelle ist ungewiss. Eine erste, nicht urkundliche Überlieferung nennt sie bereits im 15. Jahrhundert, wo sie von Pilgerspenden der Kölner Franziskaner errichtet worden sein soll. Auch möglich ist eine erstmalige Errichtung durch die Besitzer des Hauses Morsbroich im Jahre 1515 im Rahmen einer Stiftung von Wochenmessen.
Als Merkmal für den Gezelinkult, der im Laufe des 16. und 17. Jahrhunderts verstärkt wurde, hatte die Kapelle wesentliche Bedeutung. Heinrich Friedrich Freiherr von Reuschenberg zu Setterich residierte von 1662 bis 1671 für den Deutschen Orden, der in der gesamten Region prägend wirkte, auf Schloss Morsbroich. In einem Ordensvisitationsprotokoll vom 15. September 1668 ist überliefert: „…noch eine neue Capel, so der Herr Landcomtur anno 59 erbaut in honorem Sti. Giselini […] durch das lährlige opper werde die Capel mit allerhand nothdurft unterhalten“. Daraus lässt sich einerseits schließen, dass die Kapelle mit Sicherheit im Jahre 1659 bestanden hat, wenngleich uns das Ordensvisitationsprotokoll keinen Aufschluss darüber gibt, ob Reuschenberg die Kapelle tatsächlich neu errichten ließ. Annahme zu der Tatsache, dass Reuschenberg die Kapelle eher wiederherstellen hat lassen, gibt der Bericht des damaligen Pastors Johann Johann Franz Platt zu Schlebuschrath aus dem Jahre 1664: „…daß vor kurzem die Kapelle des h. Gyselin […] durch die Freigiebigkeit des Provinzial des Deutschen Ordens Heinrich von Reuschenberg wiederhergestellt worden sei.“ Die Überlieferung von der Kapelle aus dem 15. Jahrhundert findet sich in den Akten des Deutschen Ordens auch nicht, wohl aber ein „Heiligenhäuschen aus Holz und Lehm“. Auch das Erzbischöfliche Generalvikariat spricht 1704 von einer „Renovierung“, vor welcher die Kapelle ein unansehnliches, mehrere Jahrhunderte altes Gebäude gewesen sei. Ein weiteres Ordensvisitationsprotokoll von 1715 besagt: „welche Capelle(n) nun auch repariert und mit Paramenten besser versehen ist“. Der genaue Zeitpunkt der Erbauung ist damit ebenso unklar wie der der Wiederherstellung durch Reuschenberg; ein Bestehen der Kapelle vorher und eine Renovierung um 1660 kann jedoch als gesichert betrachtet werden.
Bereits diese von Reuschenberg errichtete oder wiederhergestellte Kapelle hatte vermutlich zwei Fenster, die mit einem Wappen des Heinrich von Reuschenberg versehen worden waren. Eines der beiden trug die Inschrift „Philipp Wilhelm, Pfaltzgraff by Rhein, in Bayern, zue Jülich, Cleve und Berg / Hertzog, Graff zu Veldentz, Sponheim, der Marck, Ravensberg und Moerß, Herr zu Ravenstein. Anno 1659“, woraus sich eine Ableitung der Grafen von Berg oder Angehörigen seines Geschlechtes als weitere Wohltäter neben Reuschenberg ableiten lässt.

### 19. Jahrhundert
Um 1810 wurde der Gezelinuskult in die Pfarrkirche zu Schlebusch verlegt, weil bei Ausschreitungen um die Gezelinoktav der religiöse Kult beeinträchtigt wurde. Außerdem gab es Pläne von Vinzenz Jakob von Zuccalmaglio zum Abriss der Kapelle wegen dieser Ausschreitungen. Die Pläne wurden jedoch wegen Bevölkerungswiderstand wieder verworfen. Zur selben Zeit ist belegt, dass noch immer viele Gezelinverehrer die Kapelle als Möglichkeit betrachteten, dem Gezelinus von Schlebusch zu huldigen, beispielsweise ein Richter des Amtes Miselohe ließ einen gewissen Betrag zur Erhaltung der Gezelinkapelle testamentarisch verfügen.
Die Kapelle in dieser Form wurde 1864 erneut abgebrochen. Pastor Blüttgenbach zu Schlebusch berichtete an Oberbürgermeister Rossi im Jahre 1863: „Die Kapelle ist einstweilen unbrauchbar. Ihr Vermögen hat sie in der französischen Zeit verloren.“ Am 9. Februar 1863 war die Einsturzgefahr so hoch, dass die Kapelle geschlossen wurde. Die rasche Reaktion zeigt die Bedeutung für die Gemeinde und die Beliebtheit beim Volke, da man bereits im selben Jahr noch mit der Spendensammlung bei den Pilgern für einen Wiederaufbau begann, die sehr erfolgreich wurde. Im Namen der Familie Schaafhausen, die auf Morsbroich von 1817 bis 1848 residiert hatte, wurde ein größerer Geldbetrag von 100 Talern gespendet. Das zusammen mit den Pilgerspenden reichte, um die Kapelle bis zum Jahr 1868 so zu renovieren, dass sie zum 2. August benediziert werden konnte. Die Benedizierung nahm der damalige Pfarrer Wilhelm Jansen vor. Zum 12. Juli 1894 ging die Kapelle an die Pfarrgemeinde St. Andreas über. Der folgende Pfarrer Bund ergänzte zu den Renovierungsarbeiten aus dem 18. Jahrhundert im Jahre 1911 eine Außenrenovierung.
Im Februar 2007 wurde die Kapelle äußerlich einer Restaurierung unterzogen. Dabei musste der Dachstuhl teilweise erneuert werden.

## Ausstattung

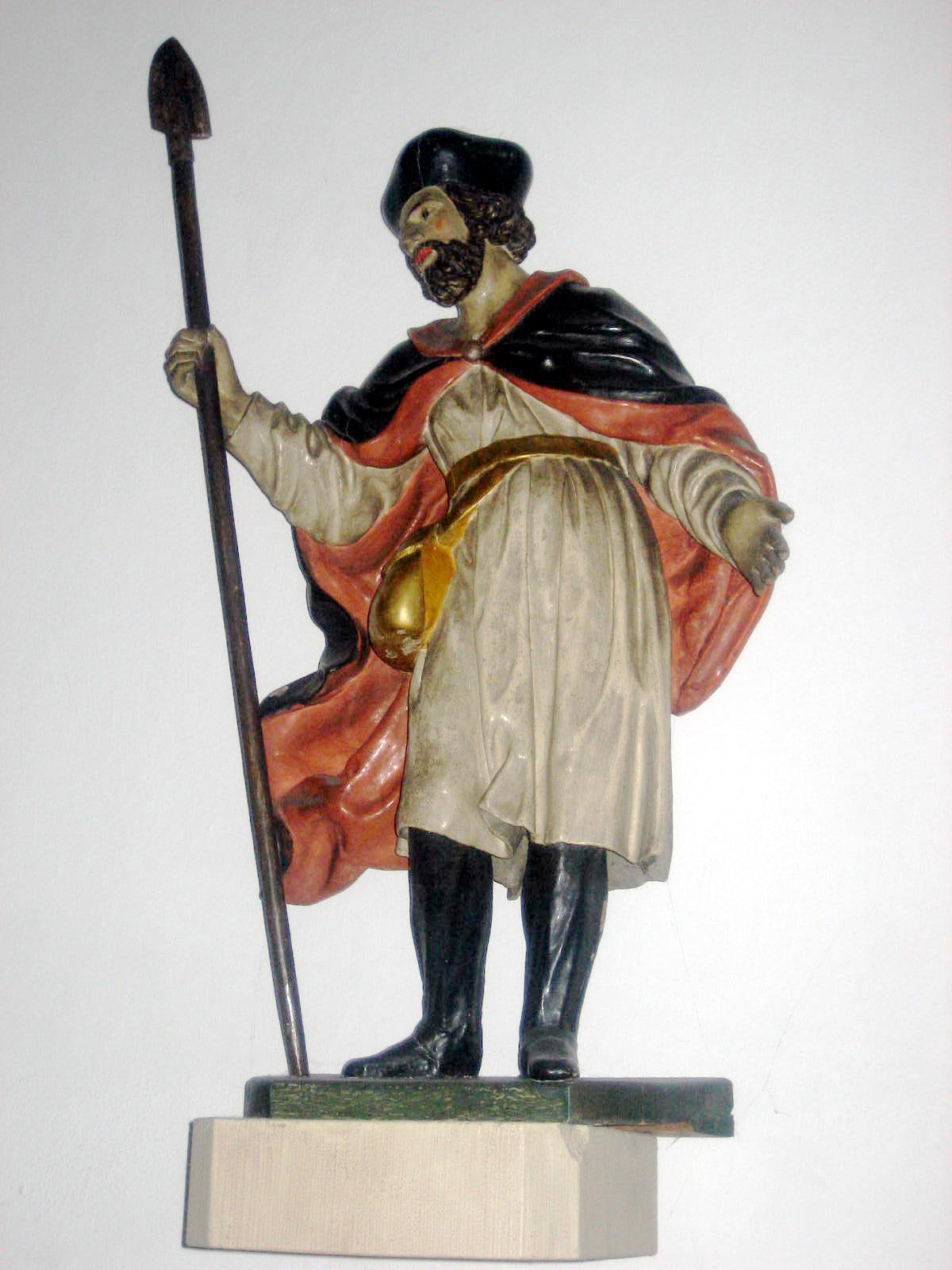
Figürliche Darstellung des seligen Gezelinus als Zisterziensermönch in der St.-Andreas-Kirche in Leverkusen.

Der noch heute in der Kapelle zu sehende barocke Altar geht auf den Deutschordens-Herrn Jobst Moritz Freiherr von Droste zu Senden um ungefähr 1730 zurück. Er enthält eine Gezelinusfigur aus Holz, auf der er als Hirte dargestellt wird. Droste veröffentlichte 1729 auch das erste Pilgerbüchlein, das vom Pfarrgemeinderat St. Andreas und St. Thomas Morus 2007 erneuert herausgegeben wurde.
Im 18. Jahrhundert ist einerseits die Gezelinus-Figur aus Holz entstanden, die Gezelinus als Zisterziensermönch darstellt, die sich heute in der Pfarrkirche St. Andreas befindet, andererseits das Altarkreuz. Darüber hinaus findet sich in der Gezelinkapelle ein volkskünstlerisches Holzkreuz mit Darstellungen des Leidensweges. Genau datieren lässt sich das Weihwasserbecken, das eine Widmung aus dem Jahre 1807 trägt.
Schlechter datieren lassen sich eine zusammengesetzte barocke Kommunionsbank, Altarstufen, ein Suppedaneum, ein Antependium und fünf Eichen-Bänke, weil diese Gegenstände teilweise aus der 1828 abgebrochenen Pfarrkirche zu Schlebuschrath übernommen worden, zwischengelagert und zugeschnitten worden sind.

### Glocke
Der älteste Ausstattungsgegenstand ist die einzige Glocke aus dem Jahre 1597, gegossen ausweislich der Inschrift von Kerstgen von Onckel (auch: Christian von Unkel). Sie besitzt einen gotischen Zierkamm über der Inschrift, hat eine Höhe von 34 Zentimetern und einen Durchmesser von 38 Zentimetern, ein Gewicht von rund 35 Kilogramm und besteht aus Bronze. Das Nominal ist ein cis '''-4, der Abklingverlauf der Glocke wird als „unruhig“ beschrieben. Die Inschrift lautet „KERSTGEN + VON + ONCKEL + GAVSZ + MICH / ANNO + DOMINI + 1597“.